# Nils Rosenquist
Nils Joensson Rosenquist af Åkershult, tidigare Joensson, född omkring 1568, död 1633, var en svensk fogde.

## Biografi
Nils Rosenquist af Åkershult föddes omkring 1568. Han var son till ståthållaren Joen Nilsson (Rosenquist af Åkershult) och Kerstin Gabrielsdotter. Rosenquist blev 1604 fogde i Orreholmens län och 1606 i Kinne härad och kållands härad. Han blev senare tillfångatagen och var fången i Danmark. Rosenquist introducerades 1627 i Sveriges Riddarhus som nummer 135, vilket senare ändrades till 164. Han uteblev från Riksdagen 1633 och avled troligtvis samma år.

### Egendom
Rosenquist ägde Åryds bruk i Hemmesjö socken och Åkershult i Korsberga socken, som han ärvde med sin hustru. Han fick 28 maj 1596 tre kronohemman i förläning i Hemmesjö socken. Rosenquist fick 10 februari 1614 två gårdar i Furuby socken som förläning.

### Familj
Rosenquist gifte sig före 1600 med Bengta Bengtsdotter, dotter till Bengt Duse och Brita Tordsdotter. De fick tillsammans barnen Ingrid Rosenquist som var gift med kaptenen Sven Stråle af Ekna, Brita Rosenquist som var gift med Johan Nilsson (Skytte), kaptenen Joen Rosenquist (död 1672) vid Kronobergs regemente och majoren Nils Rosenquist (död 1668).